# CSD Nueva Concepción
Club Social y Deportivo Nueva Concepción – gwatemalski klub piłkarski z siedzibą w mieście Nueva Concepción, w departamencie Escuintla. Występuje w rozgrywkach Primera División. Domowe mecze rozgrywa na obiekcie Estadio José Luis Ibarra.

## Historia
Klub powstał w 1994 roku na bazie działającego od pięciu lat lokalnego zespołu Taller Olímpico. W 2001 roku drużyna awansowała do drugiej ligi gwatemalskiej, gdzie nieprzerwanie spędziła kolejne dwadzieścia lat (2001–2021), najdłużej ze wszystkich grających w niej wówczas klubów. W 2021 roku zespół wywalczył pierwszy w historii awans do Liga Nacional. Spadł z niej jednak zaledwie po roku. W 2024 roku zanotował kolejną relegację, jednak po wykupieniu licencji klubu FC Heredia pozostał ostatecznie w drugiej lidze gwatemalskiej.

## Trenerzy
- Iván León (2001–2002)
- Adán Paniagua (2011–2012)
- Carlos de Toro (2012)
- César Trujillo (2012)
- Manuel Castañeda (2012–2013)
- Adán Paniagua (2013)
- Mauricio Tapia (2013)
- Carlos Soto (2013)
- Héctor Tatuaca (2014)
- Alberto Salguero (2014)
- Joel Moreno (2014–2015)
- Ramiro Bran (2015)
- Darlyn Gayol (2016)
- Joel Moreno (2016)
- Mario Calderón (2016–2017)
- Manuel Castañeda (2017)
- Érick González (2018)
- Darlyn Gayol (2018–2019)
- Mario Calderón (2019)
- Jairo Pérez (2019)
- Mario Calderón (2019–2020)
- Manuel Castañeda (2021)
- Gustavo Bobadilla (2021)
- Irvin Olivares (2022)
- Mario Calderón (2022)
- Adrián Barrios (2022–2023)
- Carlos Castillo (2023)
- Walter Claverí (od 2024)